# Синявино (Ленинградская область)
Синя́вино — посёлок городского типа в Кировском районе Ленинградской области России. Образует муниципальное образование Синявинское городское поселение как единственный населённый пункт в его составе.

## История
Деревня Синявино находилась на Синявинских высотах, известна с начала XVIII века, когда указом Петра I эти земли были подарены флотоводцам братьям Науму Сенявину и Ивану Сенявину. Согласно другим источникам, имение пожаловала в 1747 году Елизавета Петровна адмиралу Алексею Сенявину.
Как деревня Вагриселка она упоминается на картах Санкт-Петербургской губернии Я. Ф. Шмидта 1770 года и А. М. Вильбрехта 1792 года.
На карте Санкт-Петербургской губернии Ф. Ф. Шуберта 1834 года она упоминается как деревня Вагриселка, состоящая из 51 крестьянского двора, смежно с ней обозначена мыза Вагриселка помещика Дубянского.

ВАГРИСЕЛКА (СИНЯВИНО) — деревня принадлежит действительному статскому советнику Дубянскому, число жителей по ревизии: 216 м. п., 228 ж. п. (1838 год)

ВАГРИСЕЛКА (СИНЯВИНО) — деревня господина Зиновьева, по почтовому тракту и просёлочной дороге, число дворов — 74, число душ — 256. (1856 год)

Число жителей деревни по X-ой ревизии 1857 года: 280 м п., 257 ж. п..

ВАГРИСЕЛКА (СИНЯВИНО) — деревня владельческая при колодце, число дворов — 73, число жителей: 263 м. п., 273 ж. п.;
 Часовня православная. Школа. (1862 год)

Согласно подворной переписи 1882 года в деревне проживали 124 семьи, число жителей: 344 м. п., 296 ж. п.; разряд крестьян — собственники.
Крестьяне деревни Синявино (Вагриселка) купили в 1883 году у наследников г. Зиновьева, участок земли площадью 4213 десятин и 784 саженей, облегающий синявинские наделы.
В 1867 году трудами петербургского купца В. Н. Власова была построена и освящена деревянная на каменном фундаменте церковь во имя архангела Михаила.

СИНЯВИНО (МИХАЙЛОВСКОЕ, ВАГРЕСАСКО) — село бывшее владельческое Поречской волости, дворов — 114, жителей — 555;
 Церковь православная, школа, 3 лавки, 3 постоялых двора. (1885 год)

По данным Материалов по статистике народного хозяйства в Шлиссельбургском уезде от 1885 года 54 крестьянских двора в селе Сенявино (или 44 % всех дворов) занимались молочным животноводством.
Согласно данным первой переписи населения Российской империи:

СИНЯВИНО (МИХАЙЛОВСКОЕ) — село, православных — 615, мужчин — 312, женщин — 303, обоего пола — 615. (1897 год)

В конце XIX — начале XX века Синявино административно относилось к 1-му стану Шлиссельбургского уезда Санкт-Петербургской губернии.
Путеводитель начала XX века сообщал, что в Синявине, «в 27 верстах от Шлиссельбурга, между реками Невой, Назией и Ладожским озером, среди болот у деревни Синявино, в прошлом Варгиселька, сохранились следы укрепления — Апраксина городка, устроенного русскими в 1702 г. Здесь собралось до 35 тысяч войска, которое двинулось на завоевание Ингерманландии».
В начале 1920-х годов на Синявинских болотах, на некотором отдалении от деревни, начались торфоразработки, было построено 9 посёлков торфоразработчиков.

СИНЯВИНО — торфоразработки в Марьинском сельсовете, 105 хозяйств, 263 души.

Из них: русских — 98 хозяйств, 242 души; финнов-ингерманландцев — 1 хозяйство, 1 душа; эстов — 2 хозяйства, 9 душ; латышей — 2 хозяйства, 6 душ; евреев — 1 хозяйство, 1 душа; украинцев — 1 хозяйство, 4 души. (1926 год)

С 1917 по 1923 год посёлок Синявино входил в состав Синявинского сельсовета Ивановской волости Шлиссельбургского уезда.
С 1923 года в составе Октябрьской волости Ленинградского уезда.
С 1926 года — район города Шлиссельбурга.
С февраля 1927 года в составе Мгинской волости, с августа 1927 года в составе Мгинского района.
20 апреля 1930 года посёлки торфоразработчиков были административно объединены в рабочий посёлок Синявино.
По данным 1933 года село Синявино являлось административным центром Синявинского сельсовета Мгинского района, в который входили 2 населённых пункта: деревня Гонтовая Липка и село Синявино, общей численностью населения 1714 человек.
По данным 1936 года в состав Синявинского сельсовета с административным центром в рабочем посёлке Синявино входили 4 населённых пункта, 108 хозяйств и 1 колхоз.

План посёлка Синявино. 1941 год

Во время Великой Отечественной войны в этом районе происходили ожесточённые бои; и посёлок, и село были полностью разрушены. В ходе боёв на Невском пятачке и Синявинских высотах погибло более 360 тысяч человек.
После войны село Синявино восстановлено не было, название Синявино было присвоено двум новым посёлкам. Один находится в 10 км к северу, другой (Синявино-2), в 10 км к северо-востоку от места бывшего Синявино. В 1970-х годах Синявино стал называться большой дачный массив, расположенный в 8-10 км к северо-востоку от места села Синявино. Рядом с этим местом в 1980-х годах был построен новый посёлок Молодцово.
С 1944 года в составе Синявинского поссовета.
С 1960 года в составе Тосненского района.
С 1963 года Синявинский поссовет подчинён Тосненскому горсовету.
С 1965 года Синявинский поссовет подчинён Кировскому горсовету.
По данным 1966 и 1973 годов рабочий посёлок Синявино также находился в подчинении Кировского горсовета Тосненского района.
По данным 1990 года посёлок Синявино находился в административном подчинении Кировского района.

## География
Посёлок расположен в северо-западной части района на автодороге Р21 (E 105) (Санкт-Петербург — Петрозаводск — Мурманск) «Кола».
Расстояние до районного центра — 8 км.
Расстояние до ближайшей железнодорожной станции Петрокрепость — 9 км.

## Демография
| 1939  | 1959  | 1970  | 1979  | 1989  | 2002  | 2006  |
| ----- | ----- | ----- | ----- | ----- | ----- | ----- |
| 8412  | ↘1847 | ↘664  | ↗1665 | ↗1949 | ↗3611 | ↗3800 |
| 2009  | 2010  | 2011  | 2012  | 2013  | 2014  | 2015  |
| ↗3824 | ↘3784 | ↗3787 | ↗3832 | ↗3986 | ↘3984 | ↗4025 |
| 2016  | 2017  | 2018  | 2019  | 2020  | 2021  | 2023  |
| ↘3991 | ↗4062 | ↗4304 | ↘4187 | ↘3982 | ↗4205 | ↗4283 |
| 2024  | 2025  |       |       |       |       |       |
| ↗4353 | ↗4496 |       |       |       |       |       |

Изменение численности населения за период с 1838 по 2024 год:

## Экономика
Основные предприятия посёлка:
- мясоперерабатывающий завод,
- птицефабрика «Северная».

## Герб
Герб Синявинского городского поселения утверждён решением Совета депутатов МО от 15 сентября 2008 года № 24. Герб разработан творческой группой под руководством К. С. Башкирова. Герб внесён в Государственный геральдический регистр РФ № 4372.
Описание герба:

В серебряном поле вписанный червлёный (красный) крест; поверх креста — два золотых меча в украшениях чернью ножнах, накрест, рукоятями вверх; поверх всего — золотой русский шлем.

## Памятники и достопримечательности
- Обелиск на месте захоронения воинов, погибших в Великой Отечественной войне
- В окрестностях посёлка — памятник на месте встречи воинов двух фронтов и монумент в честь участников штурма Синявинских высот, обелиски на братских могилах советских воинов, погибших в боях.
- Бронзовый бюст на центральной площади в память о дважды Герое Советского Союза Кравченко Григории Пантелеевиче.
- Памятная доска на доме № 13 по улице Кравченко в память о дважды Герое Советского Союза Кравченко Григории Пантелеевиче.

## Галерея

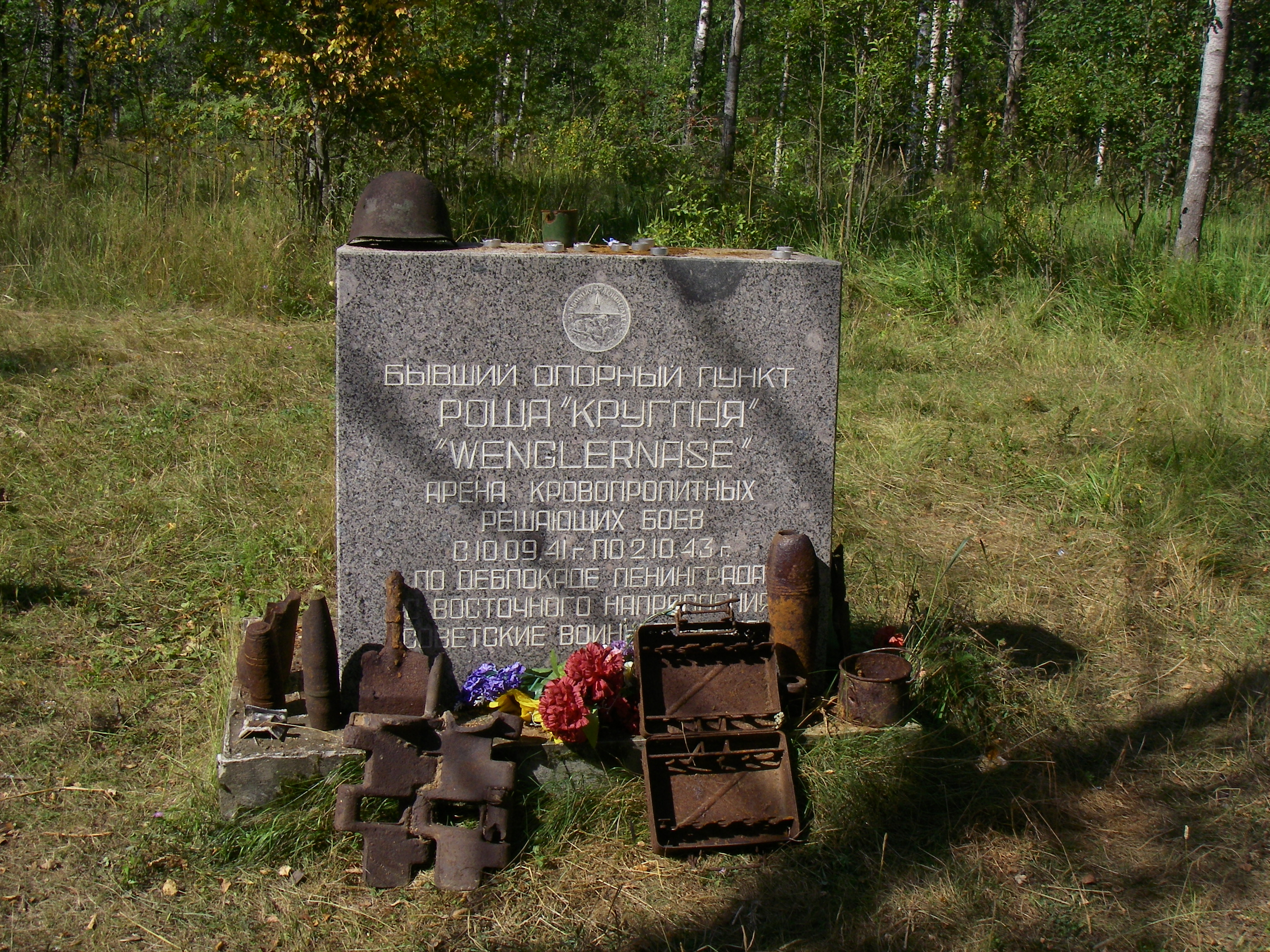
Обелиск на месте бывшего опорного пункта в роще «Круглая»
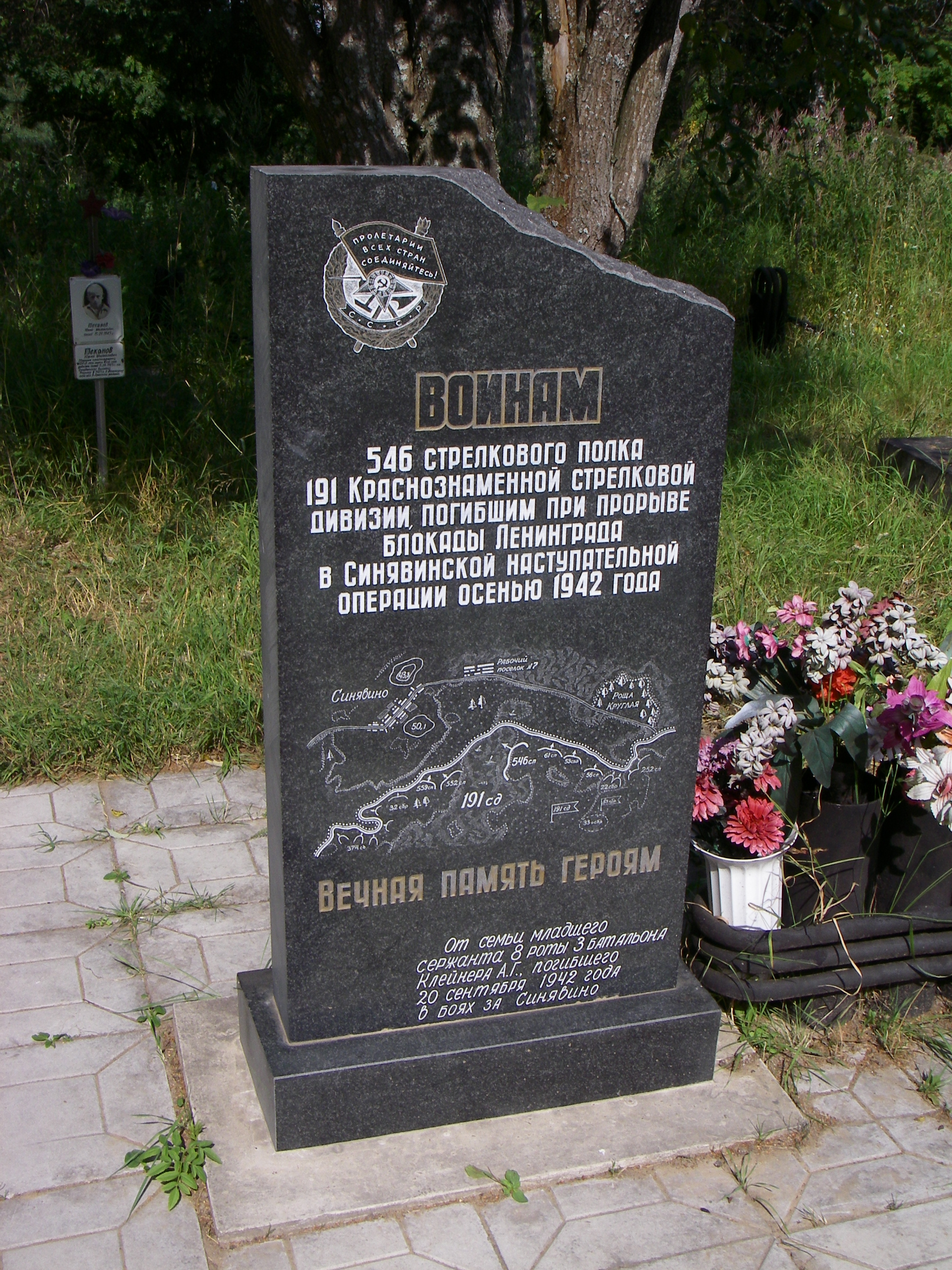
Обелиск воинам 546 стрелкового полка 191 дивизии
Место соединения войск Ленинградского и Волховского фронтов

## Известные жители
- Морозов, Юрий Андреевич — советский футболист, российский футбольный тренер, Заслуженный тренер СССР.
- Кравченко Григорий Пантелеевич — генерал-лейтенант авиации, лётчик-ас, первый дважды Герой Советского Союза. Погиб в бою у Синявино 23 февраля 1943 года.

## Улицы
Восточная, Генерала Маргелова, Дачная, Косая, Кравченко, Красных Зорь, Лесная, Лесной переулок, Луговая, Нагорная, Новая, Песочная, Победы, Реутова, Садовая, Садовый переулок, Труда, Школьная.

## Садоводства
Липки, Приозёрное, Синявинское, Соловей.